# Rytigynia verruculosa
Rytigynia verruculosa är en måreväxtart som först beskrevs av Kurt Krause, och fick sitt nu gällande namn av Robyns. Rytigynia verruculosa ingår i släktet Rytigynia och familjen måreväxter. Inga underarter finns listade i Catalogue of Life.